# 대구읍성

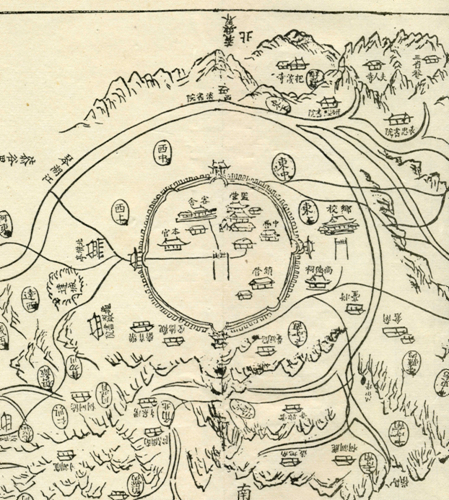
조선시대의 대구부 전도 (1897년 이전)

대구읍성(大邱邑城)은 조선 경상도 대구도호부(大邱都護府)에 있었던 읍성이다.
임진왜란이 일어나기 2년 전인 선조 23년(1590년)에 일본의 침략에 대비하기 위해 처음 쌓았던 성으로, 임진왜란 이후 대구부에 자리잡은 경상감영을 보호하는 치소로서 여러번 중수되다가, 외교권 피탈 뒤인 광무 6년(1906년) 10월, 당시 경상북도관찰사 서리 겸 대구군수였던 친일파 박중양(朴重陽) 등에 의해 불법 철거되었다.
2014년 4월 4일, 대구광역시는 경상감영 · 대구부 관아 · 대구읍성 복원에 2022년까지 400억을 투입한다는 경상감영 복원 정비사업 계획을 발표하였다.

## 개요

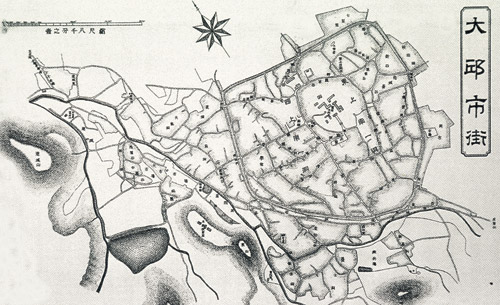
대구읍성이 해체되기 전의 대구 시가도

대구읍성의 성벽은 지금의 대구 시가지 중심부를 에워싸고 있는 동성로와 서성로, 남성로, 북성로 거리를 잇는 구간을 따라 서 있었다. 영영축성비(嶺營築城碑)에 따르면 대구읍성의 전체 둘레는 2,700m, 높이는 5m에 달했다. 읍성의 동서남북으로 난 진동문(鎭東門) · 달서문(達西門) · 영남제일문(嶺南第一門) · 공북문의 4대문(大門)과, 그보다 조금 작은 동 · 서 2소문(小門)까지 여섯 개의 성문이 있었고, 성의 모퉁이에는 동장대, 남장대, 북장대, 망경루라는 4개의 망루가 있었다. 백성들은 출입이 까다롭고 엄격한 4대문 대신 동 · 서의 두 소문을 주로 이용하였다.
읍성 안으로 북동쪽에는 경상도 전체의 정치 행정 군사의 중심지였던 경상감영이, 북서쪽에는 관리들이 머물던 객사(客舍) 달성관(達城館)이 자리잡고 있었으며, 경상감영을 중심으로 대구부의 관청들이 즐비하였다. 읍성의 남서부와 동남부를 중심으로 백성들의 주거지역이 형성되어 있었고, 특히 달서문과 진동문 밖에서는 큰 시장이 열렸다. 대표적인 것이 서문시장(西門市場)으로 영남대로의 길목에 위치해 있어 조선 후기에 한양, 평양과 더불어 전국 3대 시장의 하나로 명성이 높았던 시장이었다.
달성관 앞마당에서는 매년 2월에 대구에서 약령시가 열릴 때마다 조선뿐 아니라 중국에서도 상인들이 찾아드는 큰 장이 열렸는데, 이미 장이 열리기 며칠 전부터 사람과 말이 몰려들기 시작해 읍성의 북문부터 남문에 이르는 길가마다, 성안에서 서문에 이르는 길가마다 집집마다 상점이 열리고, 작은 공터에까지 노점이 세워졌다. 수백 마리의 말과 수만 명의 상인이 최소 한 달을 대구에 머물렀고, 비단 약재상뿐 아니라 다른 많은 사람들을 상대로 여각이나 주막, 그 밖의 많은 상점들이 호황을 누렸던 당시의 대구에서는 "대구 상인들은 약령시 열리는 한 달 동안 벌어서 1년을 편안히 놀고 먹는다"는 말까지 나돌 정도였다.

## 축성에서 철거까지

### 축성과 재건
최초로 대구읍성이 수축된 것은 임진왜란 2년 전인 선조 23년(1590년)의 일이었다. 일본의 침략에 대비하기 위하여 교통상 요지에 읍성을 쌓게 하면서 대구에도 성을 쌓았는데, 당시의 대구부사 윤방에 의해 토성으로 수축되었던 읍성은 대구가 왜군에게 함락되면서 파괴되었다.
그 뒤 대구에 경상감영이 들어서고, 경상감사 겸 대구부사 민응수(閔應洙)는 조정에 대해 대구에 성을 쌓는 것을 허락해줄 것을 요청했고, 군사적인 목적으로 영조(英祖) 12년(1736년) 4월부터 돌을 이용한 석성의 형태로 다시 축성 공사에 착수했다. 이듬해 6월 읍성은 완공되어 11월에 준공식을 열었다. 흙으로 쌓았던 최초의 읍성이 파괴된지 약 140년만의 일이었다.

### 철거

#### 철거 배경
조선 말기 집권한 흥선대원군은 서구 열강의 침탈에 대비하기 위해 고종(高宗) 7년(1870년) 당시 경상감사 김세호로 하여금 대구읍성을 크게 중수하도록 했다. 그러나 이후 흥선대원군은 실각했고, 조선은 강화도조약을 시작으로 열강들과 차례차례 불평등한 통상조약을 맺으며 문호를 개방했다.

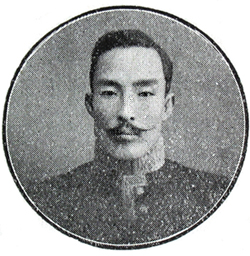
대구읍성을 철거한 박중양 관찰사 서리

강화도 조약의 체결로 문호를 개방한 조선에는 일본인들이 하나둘씩 들어와 살기 시작했다. 처음 대구에 들어와 정착하던 1893년에만 하더라도 그들은 대구에서 자그마한 이나 잡화를 파는 상점이나 하는 정도였지만, 1900년에 대구에 일본인들의 조직인 일본인회가 설립되고, 1903년부터 경부선 철도 공사가 시작되어 일본인들은 철도 건설 부지로 예정된 지역의 토지를 사들이면서 대구로 밀려들기 시작했다.
부산 - 대구를 잇는 철로가 개통되기 1년 전인 1904년에는 일본인 철도 종업원과 공사 업자, 노동자 및 상인, 여관, 요릿집이 대구에는 일시에 불어나 그 수는 1천여 명에 달했는데, 당시 통감부의 군사, 정치적 보호를 받던 일본인 상인들에 의해 조선의 쌀과 잡곡, 소가죽과 소뼈 등은 일본으로 수출되고, 대신 석유, 실, 소금, 사탕, 술, 밀가루, 일용 잡화 등 일본산 제조업 제품이 대거 수입되었으며, 최초의 은행인 제일은행 부산지점의 출장소가 대구에 세워지고, 한국의 화폐 대신 제일은행에서 발행한 일본 화폐가 점차 유통되기 시작했다. 읍성이 건재한 대구에서 일본인 상인들은 대구 중심부로는 진출하지 못한 채 성밖에서만 모여 있었고, 일본은 자국 상인의 안전과 이익을 보호한다는 구실로 일본군 수비대 1개 분대를 대구에 주둔시키고 일본인들의 자치조직으로 일본거류민회를 조직했디

#### 철거 과정
대구 중심부로 상권을 넓히려는 일본인 상인들에게 대구읍성은 골칫거리였다. 일본인들은 성밖 아니면 성의 외곽 도로변에 집중되어 있었다. 일본 상인들과 당시 대구에 주둔하던 일본군 수비대들은 1905년부터 의도적으로 읍성의 허술한 부분을 여기저기 무너뜨리고 다니기 시작했다.
성벽 때문에 대구가 근대 도시로 발전하지 못한다는 명분을 내세우며 하루 빨리 읍성을 철거해야 한다고 주장하는 일본인 상인과 경북관찰사 사이의 대립과 충돌이 빈번해지는 가운데, 조정을 자처한 것은 당시 대구군수 겸 관찰사 서리로 대구에 부임해 있던 박중양이었다. 이미 청일전쟁이 발발하던 무렵부터 일본인들과 교유하며 일본 유학 중에 야마모토(山本)라는 일본식 이름을 사용했고 러일전쟁이 일어난 1904년에는 귀국하여 일본군의 고등 통역관을 맡기도 했던 그는 뼛속까지 골수 친일파로 주로 일본인들의 편에 서서 활동하던 그를 대구의 일본인 거류민들은 '야마모토 군수'라고 부르며 칭송을 아끼지 않았다.
'옛 것을 고쳐 새 것으로 만든다(革舊改新·옛 것을 고쳐 새 것으로 만든다)'는 명분 아래 박중양은 대구읍성 해체를 시작했다. 이미 일본인 이와세, 니타에, 사이토, 이토 네 사람과 극비리에 모의해 한국인과 일본인 인부 60여 명을 부산에서 고용해 대구로 불러들인 상태에서 읍성 해체가 시작됐다. 이미 내부(內部)에 "대구부의 성첩이 오래되어 토석(土石)이 곳곳에 붕괴되어, 다니는데 방해만 되고 심히 위험하온데, 곧 성첩을 철거할진대 성벽을 허물어 도로를 내어 자연스레 대구의 주요 시설물로 만들고자 하오니 대구부청이 이를 주관케 해 주시고 이 사업을 실행케 하고자 조정에 보고하오니 소상히 판단하셔서 처분을 내려주시기를 기다립니다"라는 내용의 장계를 1906년 10월에 보내놓은 그였지만, 정작 성벽을 부수는 작업은 조정의 허가 통지가 내려오기도 전에 시작된 박중양 자신의 독단이었다. 읍성을 한창 헐어내는 와중에 조정에서 성벽 철거를 불허한다는 명령이 내려왔지만 박중양은 읍성 해체를 강행한다. 오직 박중양의 독단으로 감행한 성벽 철거는 관리로서 무모할 뿐 아니라 처벌 대상이 될 수도 있는 일이었고, 박중양 자신도 그런 경우를 생각해 자신의 두 아들 문웅(文雄)과 무웅(武雄)을 일본으로 망명시킬 계획까지 세워놓은 상태에서 성벽 철거 작업을 시작한 것이었다.
일본인들은 대구역 근처에 매입해둔 도원동 일대 수만평의 땅을 개발하기 위해 대구읍성의 철거를 요구했고, 읍성이 헐리는 동안 대구도로위원회를 만들어 북문 밖과 동문 밖의 도로를 개통하는 것, 대구역 앞의 도로 폭, 성벽 파괴 작업 청부건을 의결했고, 이를 위해 1907년 3월에는 일본거류민단에서 5천 원을 내어 도로 공사에 착수했다. 박중양이 비밀리에 부산에서 데리고 온 인부 60명이 읍성을 허무는 일은 순조로이 진행되었다. 흰옷을 입은 조선인 무리에서 선비 한 명이 분을 못 이긴 채 앞으로 나섰지만, 주위의 만류로 물러났다. 박중양은 물러서는 조선인을 바라보며 혀를 끌끌 찼다. ‘무력한 조선인이 기껏 덤비는 꼴이라니….’ 그리고 인부들을 향해 목청을 높였다. “시작하라! 동트기 전 지시한 바를 차질없이 수행하라!” 박중양의 벽력같은 호령과 함께 성벽이 파괴되는 소리가 천지를 울렸다.

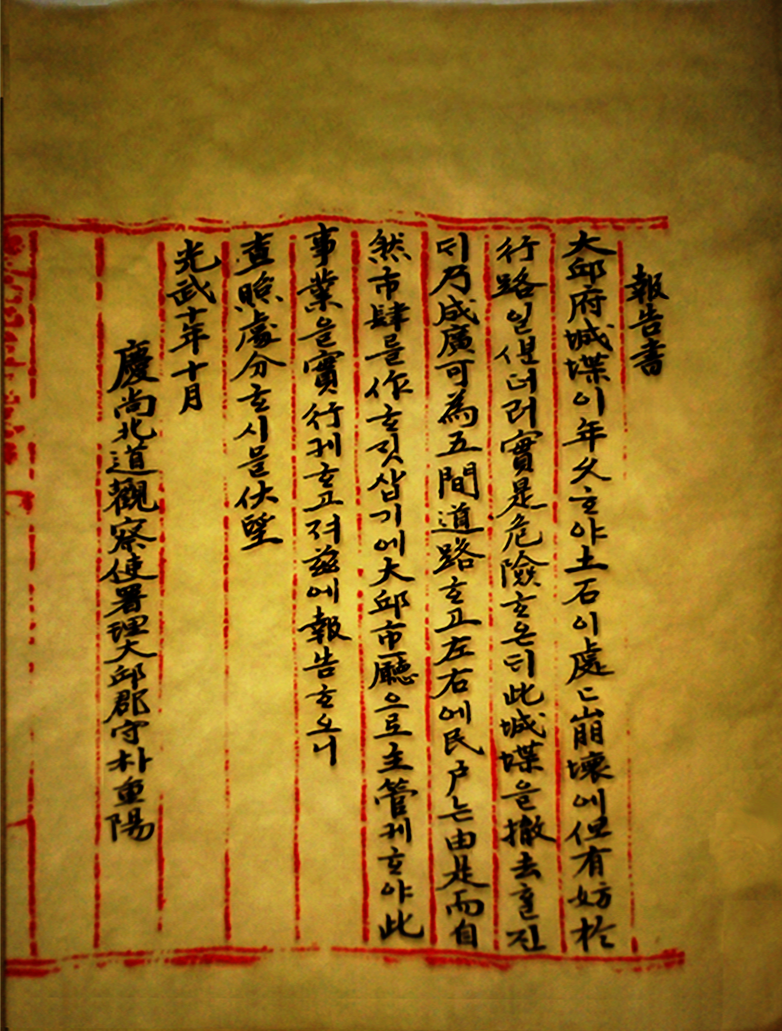
1906년 10월에 박중양이 작성한 「대구읍성 철거 보고서」

정부의 지시도 없이 독단으로 성벽을 파괴한 박중양의 비리에 대해 내부에서는 그를 추궁했는데, 박중양은 정부로부터 비위를 규명하기 위한 칙서를 받고 신변이 위태해졌으나 당시의 일본 통감 이토 히로부미의 설득으로 징계를 면할 수 있었다. 오히려 평남관찰사로 '영전'되었다가 1908년 6월에 다시 경북관찰사가 되어 대구로 '금의환향'하는 지경에 이르렀다. 경북관찰사로 부임한 박중양은 자신이 벌인 성벽 철거사업의 마무리에 나섰다. 성벽 도로가에 있던 가옥들을 철거하고, 성벽 자리에 새로운 도로를 신설한다는 그의 작업 계획에 일본 거류민들은 모두 찬사를 보냈다.
대구읍성이 헐리고 난 뒤, 경상감영의 객사였던 달성관도 일본인들에게 무상으로 넘어갔다. 일본인들은 달성관을 헐고 새로운 시가지를 만들고자 했고, 대구 사람들은 모두 반발하고 나섰다. "우리 모두 일어나서 일본 거류민단의 객사 파괴를 저지하자"고 쓴 방을 곳곳에 붙이고, 밤에는 모닥불을 피워놓고 수백 명의 주민이 철야로 달성관을 지켰다. 당시 기생 염농산 등이 주민들과 합세하여 객사 앞에서 농성하기도 하였다. 강제로 해산하려 하였으나 해산하지 않자 일본인들은 대구에 주둔하던 자국군 수비대 1개 대대를 출동시켜 달성관을 에워싼 대구 주민들을 강제로 퇴거시키고 기어이 달성관을 부숴버렸다.
1909년, 대구부청 앞에서 포정동, 서문로에 이르는 동서선과 종로에서 대안동에 이르는 남북선으로 동서남북을 가로지르는 십자도로가 개통되었다. 이 도로가 개통되고 박중양은 충남관찰사로 옮겨가게 되었는데, 일본인들은 석별의 기념으로 뒷면에 성벽 해체와 십자로 개통의 공적을 상징하는 십자형이 새겨진 금줄이 달린 고급 시계를 선물했을 만큼 그를 고맙게 생각했다고 한다.

### 철거 이후
대구 객사를 일본인들에게 매각하고 공자묘를 헐어버렸을 뿐 아니라 그 공자묘에 부속된 대강당을 교사로 쓰면서 당시 이승만, 서재필의 후원도 받고 있던 사립협성학교를 내쫓아버리기까지 했던 박중양의 행동은 여러 사람들의 반감을 샀다. 그가 대구 시가지를 확장시켰다는 여론도 나타나면서 박중양을 처벌하자는 목소리는 줄어들었지만, 대구읍성의 철거는 결과적으로 대구의 조선인들이 가진 전통 상권을 일본인들에게 넘어가게 만들었다. 일본인들이 객사를 헐어버림으로서 객사 앞 종로 부근을 중심으로 개설되던 약령시의 상권도 사라지고, 객사 주위의 민가마저 일본인 상인들이 사들여 도로를 만드는 가운데, 약령시는 본래의 터전을 빼앗긴 채 이듬해인 1910년부터는 남쪽 성벽이 철거된 자리인 남성로, 지금의 자리로 옮겨가지 않으면 안 되었다. 대구를 지나는 철도와 이와 연계된 국도를 건설함으로써 전국 주요 도시로서의 이동이 쉬워지고 넓은 배후지역에 대한 중심도시로서의 기능이 강화된 가운데 대구에 거주하는 일본인의 수는 1910년 약 2천 가구에 7천여 명이 되었다. 성내에 살던 대구부민들의 거주지역을 일본인들이 잠식하면서 원래 살던 주민들은 서남쪽 구릉지대로 밀려나게 되었고, 일제의 지배기구와 은행, 우체국, 일본인 상점들이 대구역을 중심으로 태평로, 동성로 등 대구 동북부를 중심으로 들어서는 등 전통적인 대구의 모습은 사라지고 말았다.
또한 성벽 해체 소식을 재빨리 들은 사람들은 눈먼 땅을 사재기하여 부자가 되었다는 이야기가 있다. 성 밖에 땅값은 평당 10원이었으나 오히려 성안의 땅 값은 2원이었다는 것이다.

## 읍성 시설

### 성문
- 영남제일관(嶺南第一關) : 현재 남성로 대남한약방(현 홍백원) 자리이다. 망우당공원의 영남제일관은 1980년 새로이 세운 것으로, 원형인 대구읍성 영남제일관의 규모, 품격에 못미친다고 한다.
- 진동문(鎭東門) : 현재 동성로 SC제일은행 대구지점 앞이다.
- 공북문(拱北門) : 현재 북성로 선아산업사 서쪽이다.
- 달서문(達西門) : 현재 서성로 옛 조흥은행 앞 네거리이다.
- 동소문 : 현재 동성로 프라이비트백화점 남쪽이다.
- 서소문 : 현재 서성로 서문로교회 서쪽이다. 서문시장의 옛터가 이곳에 있었다.

### 성돌의 행방
「대한매일신보」는 박중양이 성벽을 허물고 나온 성돌을 1개에 1냥씩 받고 일본인에게 팔았다고 보도하기도 했다. 이 때 일부 선교사들이 성돌을 옮겨다 집을 지었고, 선교사 주택뿐만 아니라 신명·계성학교, 동산의료원 및 약전골목, 일반 고택 등으로 흩어졌다.

## 같이 보기
| - 남성로 (대구)(약전골목) - 동성로 (대구) - 북성로 (대구) - 서성로 (대구) - 성내동 (대구) - 박중양 - 윤필오 - 태평관 - 오봉산 - 일소대 - 대구 약령시 - 경상북도 - 진주성 | - 한국통감부 - 협성학교 - 자제단 - 자성회 - 이토 히로부미 - 서재필 - 염농산 - 정칠성 - 침산공원 - 침산장 |

## 참고 문헌
- 대구직할시 중구, 《달구벌의 맥》 (대구직할시 중구, 1990)
- 조성오, 《우리 역사 이야기 3》 (돌베개, 1993)
- 대구향토문화연구소, 《경상감영4백년사》 (대구향토문화연구소, 1998)
- 박은경, 《일제하 조선인관료 연구》 (학민사, 1999)
- 김도형 외, 《근대 대구 경북 49인:그들에게 민족은 무엇인가》 (도서출판 혜안, 1999)
- 대구경북역사연구회, 《역사 속의 대구, 대구 사람들》(중심, 2001)
- 황현, 《역주 매천야록 (하)》(임형택 역, 문학과 지성사, 2005)
- 역사학자 48인 공저, 《영남을 알면 한국사가 보인다》(푸른역사, 2005)
- 옥희정, 《달성의 보존과 활용에 관한 연구:역사적인 변천과정과 현황분석을 중심으로》 (대구대학교, 2008)
- 정재용, 《빙이화 (상·하)》 (한솜 미디어, 2009)
- 상희구, 《대구》 (도서출판 황금알, 2012)